# Arcania: Gothic 4
Arcania est un jeu vidéo de rôle développé par la société Spellbound et distribué par la société JoWooD. Il est disponible sur PC, Xbox 360 et PlayStation 3. Les versions PC et Xbox sont sorties le 12 octobre 2010. La version PlayStation 3 est sortie en France le 31 mars 2011.
Arcania fait partie de la série Gothic mais s'inscrit en rupture avec les opus précédents développés par Piranha Bytes, créant la polémique parmi les fans. Ces derniers reprochent au jeu d'avoir perdu son esprit d'origine et d'avoir été trop simplifié. Des critiques vont jusqu'à donner deux notations, une cote pour les fans de la série et une meilleure cote pour les joueurs n'ayant pas d'à priori, comme Jeux PC Mag.

## Trame
Arcania débute 10 ans après la fin de Gothic 3, sur la petite île rupestre de Feshyr où vit un humble berger, le héros de l'histoire. Le chef du village vient de lui signifier son accord pour qu'il prenne pour épouse sa fille, Ivy. Qui plus est, cette dernière annonce au berger qu'elle attend un enfant de lui. Malheureusement, le héros ne pourra pas savourer longtemps son bonheur : en son absence, les paladins de Rhobar III débarquent sur l'île, rasent le village et tuent les habitants, laissant Ivy pour morte. À son retour, le héros la trouvera agonisante et elle rendra son dernier souffle dans ses bras. Il décide alors de chercher vengeance.

### Personnages
Dans la tradition des jeux de la série, le personnage principal n'a pas de nom ; on l'appelle simplement le « héros sans nom » (HSN). Mais petite différence avec les opus précédents où le héros sans nom était le même d'épisode en épisode, Arcania a un nouveau héros sans nom, beaucoup plus jeune que le précédent : en fait, le précédent HSN, devenu le roi Rhobart III à la fin de Gothic 3: Forsaken Gods, est toujours présent dans Arcania, mais il a beaucoup changé et est perçu par son peuple comme un tyran.
Au fil de l'histoire, le héros rencontrera certains des personnages des épisodes précédents : Diego, Gorn, Milten, Lester.

## Système de jeu
Contrairement à beaucoup de jeux de rôle, dans Arcania on ne choisit ni son personnage ni sa classe. Au fur et à mesure des combats et des quêtes, on gagne des points d'expérience (XP). Lorsque l'on a accumulé assez de points, on progresse d'un niveau et l'on gagne quelque points d'apprentissage (PA). On utilise ces points pour faire progresser les compétences du héros. Contrairement aux précédents épisodes, on peut directement utiliser les points d'apprentissage sans devoir trouver et payer un maître qui puisse enseigner la compétence.
Le système de combat a aussi été simplifié, la principale parade du héros étant le roulé-boulé. Par la suite, il peut apprendre quelques techniques plus évoluées sans pour autant que le système atteigne le même degré de sophistication que dans les épisodes précédents.
Lors de l'histoire, le héros rencontre différents groupes d'individus: alchimistes, marchands, chasseurs, guerriers, magiciens. Le héros peut effectuer des quêtes pour eux mais contrairement aux précédents épisodes, il ne peut pas devenir membre de l'un de ces groupes.
Arcania propose au joueur un monde virtuel ouvert. Mais cette liberté est moindre que dans les épisodes précédents car beaucoup de zones sont bloquées par des artifices et somme toute le héros est assez dirigé de zone en zone au fil de l'histoire.

## Développement
Fin mai 2007, JoWooD Productions Software AG, Austria, et Pluto 13 GmbH, Germany (propriétaire de la marque "Piranha Bytes") annoncent la fin de leur coopération. Suivant les accords contractuels liants les deux compagnies, JoWood conserve le droit de publier les jeux de la série Gothic ainsi que les droits d'auteur sur la marque déposée "Gothic". JoWooD confiera le développement de l'extension de Gothic 3 (Forsaken Gods) à Trine Games et annoncera le 23 août 2007 avoir choisi la société Spellbound Entertainment AG pour le développement de Gothic 4. Initialement la sortie de Gothic 4 était prévue pour l'hiver 2009 mais elle fut repoussée d'un an pour finalement se concrétiser le 12 octobre 2010 (versions PC et Xbox). Le portage du jeu sur la PlayStation 3 est effectué par une société tierce et sort en mars 2011. Une version de démonstration du jeu est disponible en ligne depuis le 24 septembre 2010 (versions PC et Xbox).

### Extensions
JoWooD a annoncé le 13 octobre 2010 la sortie de plusieurs extensions prévues pour 2011. Leur contenu n'a pas encore été divulgué.
L'éditeur autrichien Jowood, qui avait récupéré provisoirement les droits de la licence, est désormais en situation de faillite, et l'extension de Gothic 4, intitulée ArcaniA: Fall of Setarrif, dont la sortie était initialement prévue le 25 mars 2011, a failli être compromise. Elle sort finalement le 25 octobre 2011.

### Suite
JoWooD a également annoncé que le développement de Arcania 2 avait débuté à l'été 2010, c'est-à-dire avant même la sortie de Arcania 1.

## Accueil
Le site Metacritic indique des côtes moyennes de 63/100 pour la version PC (24 critiques) et 64/100 pour la version Xbox (21 critiques).
Les fans de la première heure ont souvent un jugement plus sévère. PC Games Germany résume ainsi la situation : « Arcania […] essaie de perpétuer la série légendaire des Gothics. Pour y parvenir, il lui manque malheureusement beaucoup des éléments que les fans adoraient dans les épisodes précédents. Arcania n'en est pas pour autant un mauvais jeu, mais il est surement trop casual pour les joueurs habitués à d'autres titres du genre. »
Côté ventes, le titre s'est vendu bien en deçà des espérances de l'éditeur du jeu, contribuant grandement à la faillite de ce dernier et à sa demande de concordat auprès du Tribunal de Commerce de Vienne. Il faut dire que JoWood avait été très optimiste en tablant sur la vente de 3 000 000 de copies.

## Éléments techniques

### Moteur graphique
Le jeu repose sur le moteur graphique Vision Engine 7 de la société Trinigy (en), avec certaines fonctions de la version 8. Pour la première fois, le jeu est disponible en versions Xbox et PlayStation.

### Configuration PC requise
- système d'exploitation : Windows XP, Vista ou 7
- micro-processeur : Intel Core Duo ou AMD Athlon II x2 à 2,8 GHz (recommandé : Intel Core I7 à 3 GHz ou AMD Phenom II x4 à 3 GHz)
- mémoire vive : 2 GB RAM (recommandé: 4 GB)
- DirectX 9.0c
- carte graphique geForce 8800 GTX (recommandé : GeForce GTX 295)
- carte son compatible DirectX 8.1
- espace libre nécessaire sur le disque dur : 9 GB